# The Masked Singer (Vereinigte Staaten)/Staffel 9
Die neunte Staffel der US-amerikanischen Musikshow The Masked Singer wurde vom 15. Februar  bis zum 17. Mai 2023 auf Fox ausgestrahlt. Moderiert wurde sie von Nick Cannon. Das Rateteam bestand wie in den vorherigen acht Staffeln neben mehreren Gastjuroren aus dem Sänger Robin Thicke, der Moderatorin Jenny McCarthy, dem Schauspieler Ken Jeong sowie der Sängerin Nicole Scherzinger. Siegerin wurde Bishop Briggs als Medusa.

## Rateteam
| Folge | Ständige Mitglieder | Ständige Mitglieder | Ständige Mitglieder | Ständige Mitglieder | Gastmitglied     |
| ----- | ------------------- | ------------------- | ------------------- | ------------------- | ---------------- |
| 1     | Robin Thicke        | Jenny McCarthy      | Ken Jeong           | Nicole Scherzinger  | —                |
| 2     | Robin Thicke        | Jenny McCarthy      | Ken Jeong           | Nicole Scherzinger  | —                |
| 3     | Robin Thicke        | Jenny McCarthy      | Ken Jeong           | Nicole Scherzinger  | —                |
| 4     | Robin Thicke        | Jenny McCarthy      | Ken Jeong           | Nicole Scherzinger  | —                |
| 5     | Robin Thicke        | Jenny McCarthy      | Ken Jeong           | Nicole Scherzinger  | Jennifer Nettles |
| 6     | Robin Thicke        | Jenny McCarthy      | Ken Jeong           | Nicole Scherzinger  | —                |
| 7     | Robin Thicke        | Jenny McCarthy      | Ken Jeong           | Nicole Scherzinger  | —                |
| 8     | Robin Thicke        | Jenny McCarthy      | Ken Jeong           | Nicole Scherzinger  | —                |
| 9     | Robin Thicke        | Jenny McCarthy      | Ken Jeong           | Nicole Scherzinger  | —                |
| 10    | Robin Thicke        | Jenny McCarthy      | Ken Jeong           | Nicole Scherzinger  | —                |
| 11    | Robin Thicke        | Jenny McCarthy      | Ken Jeong           | Nicole Scherzinger  | —                |
| 12    | Robin Thicke        | Jenny McCarthy      | Ken Jeong           | Nicole Scherzinger  | —                |
| 13    | Robin Thicke        | Jenny McCarthy      | Ken Jeong           | Nicole Scherzinger  | —                |
| 14    | Robin Thicke        | Jenny McCarthy      | Ken Jeong           | Nicole Scherzinger  | —                |

Der Realitydarsteller Nick Viall und Shangela Laquifa Wadley (Folge 2), das Medium Theresa Caputo und Luann de Lesseps (Folge 3), Jim Lee, Zachary Levi und Helen Mirren (Folge 4), Damar Hamlin und mehrere Figuren der US-amerikanischen Sesamstraße (Folge 5), Deana Carter, Bill Engvall und Robert Woods (Folge 6), Erik Estrada, Charlene Tilton, Donnie Wahlberg und Young MC (Folge 7) sowie Michael James Massimino und Daphne Zuniga (Folge 9) hatten Gastauftritte, ohne Mitglied im Rateteam zu sein.

## Teilnehmer

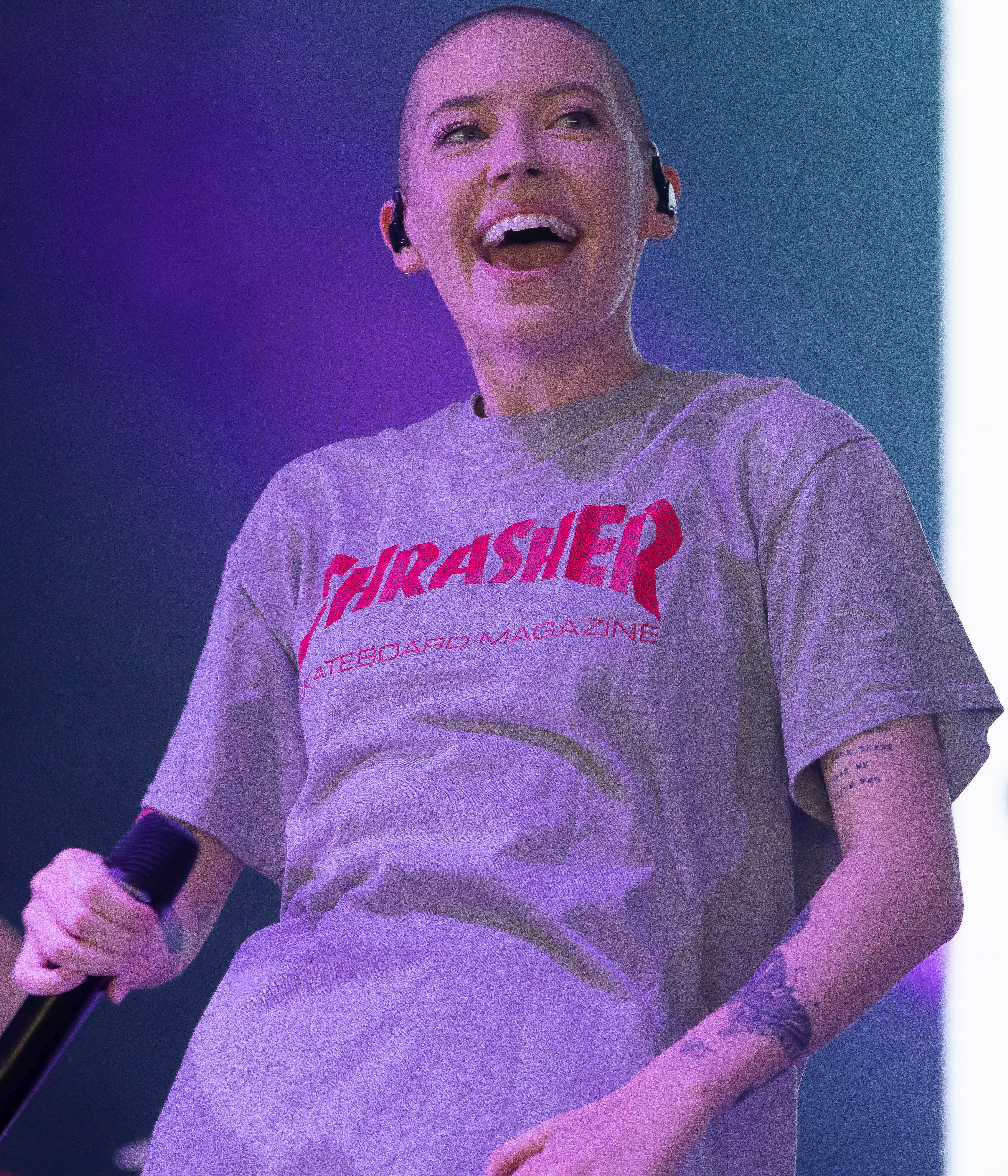
Bishop Briggs, Gewinnerin der neunten Staffel

Laut Fox haben die Kandidaten zusammen über 95 Millionen Tonträger verkauft und wurden 28 Mal für den Emmy, vier Mal für den Golden Globe sowie zwei Mal für den Tony Award nominiert. Daneben brachten sie 26 Bücher heraus und gewannen sechs Grammys sowie fünf Medaillen. Ferner erhielten sie zehn Goldene Schallplatten, fünf Preise für ihr Lebenswerk und vier Sterne auf dem Hollywood Walk of Fame.
Vor der Staffelpremiere war auf dem ersten offiziellen Werbeplakat ein Hahnenkostüm zu sehen, das vom Sender als French Hen benannt wurde. Allerdings war es in keiner der Folgen zu sehen. Nutzer in sozialen Medien mutmaßten deswegen, dass die für das Kostüm vorgesehene Person ihre Teilnahme sehr kurzfristig absagen musste. Tatsächlich wurde Debbie Gibson weniger als einen Tag vor Aufzeichnung ihrer Episode für die Sendung engagiert, da ein Kandidat aufgrund einer COVID-19-Erkrankung spontan ausfiel.
In der Staffel wurde die Ding Dong Keep It On Bell eingeführt. Wenn ein Mitglied des Rateteams diese betätigt, wird einer der eigentlich bereits ausgeschiedenen Kandidaten vor der Demaskierung bewahrt und kommt eine Runde weiter. Dabei konnte die Glocke pro Gruppe nur einmal betätigt werden. Die so „geretteten“ Sänger mussten in einer Spezialfolge gegeneinander antreten. Der Sieger der Episode war anschließend wieder im Wettbewerb vertreten, während die anderen ausschieden und demaskiert wurden. Scherzinger, McCarthy und Thicke betätigten die Glocke jeweils für die Kandidaten Medusa, Gargoyle und Mantis.
| Platz | Kostüm                     | Person               | Bekannt als                                     | Aus in Folge | Quelle |
| ----- | -------------------------- | -------------------- | ----------------------------------------------- | ------------ | ------ |
| 1     | Medusa G                   | Bishop Briggs        | Musikerin                                       | 14           | [ 22 ] |
| 2     | Macaw (Ara)                | David Archuleta      | Sänger                                          | 14           | [ 23 ] |
| 3     | California Roll            | Pentatonix           | Band                                            | 13           | [ 24 ] |
| 4     | UFO                        | Olivia Culpo         | Model, Schauspielerin, Schönheitskönigin        | 12           | [ 25 ] |
| 5     | Gargoyle G (Wasserspeier)  | Keenan Allen         | American-Football-Spieler                       | 11           | [ 26 ] |
| 6     | Mantis G (Gottesanbeterin) | Lou Diamond Phillips | Regisseur, Schauspieler                         | 11           | [ 27 ] |
| 7     | Lamp (Lampe)               | Melissa Joan Hart    | Schauspielerin, Synchronsprecherin, Regisseurin | 9            | [ 28 ] |
| 8     | Dandelion (Löwenzahn)      | Alicia Witt          | Schauspielerin                                  | 9            | [ 29 ] |
| 9     | Doll (Puppe)               | Dee Snider           | Musiker                                         | 8            | [ 30 ] |
| 10    | Scorpio (Skorpion)         | Christine Quinn      | Immobilienmaklerin, TV-Persönlichkeit           | 7            | [ 31 ] |
| 11    | Moose (Elch)               | George Wendt         | Komiker, Schauspieler                           | 7            | [ 32 ] |
| 12    | Fairy (Fee)                | Holly Robinson Peete | Schauspielerin                                  | 6            | [ 33 ] |
| 13    | Axolotl                    | Alexa Bliss          | Wrestlerin                                      | 6            | [ 34 ] |
| 14    | Jackalope                  | Lele Pons            | Sängerin, Schauspielerin, Webvideoproduzentin   | 5            | [ 35 ] |
| 15    | Squirrel (Eichhörnchen)    | Malin Åkerman        | Sängerin, Schauspielerin                        | 5            | [ 36 ] |
| 16    | Wolf                       | Michael Bolton       | Sänger                                          | 4            | [ 37 ] |
| 17    | Polar Bear (Eisbär)        | Grandmaster Flash    | DJ, Rapper                                      | 3            | [ 38 ] |
| 18    | Night Owl (Nachteule)      | Debbie Gibson        | Musikerin, Schauspielerin                       | 2            | [ 39 ] |
| 19    | Rock Lobster (Languste)    | Howie Mandel         | Komiker, Schauspieler                           | 2            | [ 40 ] |
| 20    | Mustang                    | Sara Evans           | Musikerin                                       | 1            | [ 41 ] |
| 21    | Gnome (Gnom)               | Dick Van Dyke        | Komiker, Schauspieler                           | 1            | [ 42 ] |

Einige Jahre vor seiner Teilnahme sang Bolton in der sechsten Staffel zusammen mit der Kandidatin Skunk (Faith Evans) im Duett Ain’t No Mountain High Enough.
Mehrere Kandidaten boten nach ihrer Demaskierung nicht wie bei The Masked Singer sonst üblich ein vorher gesungenes Musikstück, sondern ein anderes dar. Das waren Van Dyke (Supercalifragilisticexpialidocious aus seinem Film Mary Poppins), Grandmaster Flash (scratchte zu Good Times von Chic), Bolton (das von ihm komponierte How Am I Supposed to Live Without You), Snider (We’re Not Gonna Take It seiner ehemaligen Band Twisted Sister), Phillips (das in seinem Film La Bamba prominent vorkommende gleichnamige Volkslied) sowie Briggs (ihr eigenes Lied River).

## Folgen
|               | Kostüm  | Lied, Originalinterpret           | Ergebnis      |                          |
|               |         |                                   |               | Indizien-Gegenstand      |
| 1             | Mustang | Here I Go Again – Whitesnake      | Gewonnen      | Zeitschriften-Titelblatt |
| 2             | Gnome   | When You’re Smiling – Seger Ellis | Ausgeschieden | Kennedy-Preis            |
| 3             | Medusa  | Happier Than Ever – Billie Eilish | Gewonnen      | DVD-Hülle                |
| Battle Royale |         |                                   |               |                          |
| 4             | Mustang | Diamonds – Rihanna                | Ausgeschieden |                          |
| 5             | Medusa  | Diamonds – Rihanna                | Gewonnen      |                          |

|               | Kostüm       | ABBA-Lied               | Ergebnis      |                       |
|               |              |                         |               | Indizien-Gegenstand   |
| 1             | Medusa       | Dancing Queen           | Gewonnen      | Flugticket nach Tokio |
| 2             | Night Owl    | Fernando                | Gewonnen      | Kaugummi              |
| 3             | Rock Lobster | SOS                     | Ausgeschieden | Richterhammer         |
| Battle Royale |              |                         |               |                       |
| 4             | Medusa       | The Winner Takes It All | Gewonnen      |                       |
| 5             | Night Owl    | The Winner Takes It All | Ausgeschieden |                       |

|               | Kostüm          | Lied, Originalinterpret                       | Ergebnis      |                                |
|               | Robin Thicke 1  | Living in New York City – Robin Thicke        | –             |                                |
|               |                 |                                               |               | Indizien-Gegenstand            |
| 1             | Medusa          | Theme from New York, New York – Liza Minnelli | Gewonnen      | Modell der Brooklyn Bridge     |
| 2             | Polar Bear      | Rapture – Blondie                             | Ausgeschieden | Rock and Roll Hall of Fame     |
| 3             | California Roll | Paparazzi – Lady Gaga                         | Gewonnen      | Pizza mit Aufschrift 5 billion |
| Battle Royale |                 |                                               |               |                                |
| 4             | California Roll | Uptown Girl – Billy Joel                      | Gewonnen      |                                |
| 5             | Medusa          | Uptown Girl – Billy Joel                      | Glocke        |                                |

|               | Kostüm               | Lied, Originalinterpret                          | Ergebnis      |                   |
|               | Nicole Scherzinger 1 | Holding Out for a Hero – Bonnie Tyler            | –             |                   |
|               |                      |                                                  |               | Indiz             |
| 1             | Gargoyle             | One Call Away – Charlie Puth                     | Gewonnen      | Wort record maker |
| 2             | Wolf                 | Break On Through (To the Other Side) – The Doors | Ausgeschieden | Name Timberlake   |
| 3             | Squirrel             | Try – Pink                                       | Gewonnen      | Batman-Zeichnung  |
| Battle Royale |                      |                                                  |               |                   |
| 4             | Gargoyle             | Kryptonite – 3 Doors Down                        | Glocke        |                   |
| 5             | Squirrel             | Kryptonite – 3 Doors Down                        | Gewonnen      |                   |

|               | Kostüm                               | Lied, Originalinterpret                                    | Ergebnis      |                                        |
|               | Figuren der Sesamstraße & Rateteam 1 | Dynamite – BTS                                             | –             |                                        |
|               |                                      |                                                            |               | Indizien-Gegenstand                    |
| 1             | Squirrel                             | Just the Two of Us – Grover Washington, Jr. & Bill Withers | Ausgeschieden | Football mit Konterfei von Ken Jeong   |
| 2             | Fairy                                | You’re No Good – Dee Dee Warwick                           | Gewonnen      | Pappteller mit Aufschrift endless love |
| 3             | Jackalope                            | Whenever, Wherever – Shakira                               | Gewonnen      | Plakat mit Aufschrift 30 under 30      |
| Battle Royale |                                      |                                                            |               |                                        |
| 4             | Jackalope                            | On Top of the World – Imagine Dragons                      | Ausgeschieden |                                        |
| 5             | Fairy                                | On Top of the World – Imagine Dragons                      | Gewonnen      |                                        |

|               | Kostüm  | Lied, Originalinterpret                   | Ergebnis      | Indizien-Gegenstand                     |
| ------------- | ------- | ----------------------------------------- | ------------- | --------------------------------------- |
| 1             | Fairy   | Angel from Montgomery – John Prine        | Gewonnen      | Ass und Dame                            |
| 2             | Axolotl | Can’t Fight the Moonlight – LeAnn Rimes   | Ausgeschieden | Footballhelm mit Aufschrift 2.3 million |
| 3             | Macaw   | Live Like You Were Dying – Tim McGraw     | Gewonnen      | Silbermedaille                          |
| Battle Royale |         |                                           |               |                                         |
| 4             | Fairy   | That Don’t Impress Me Much – Shania Twain | Ausgeschieden |                                         |
| 5             | Macaw   | That Don’t Impress Me Much – Shania Twain | Gewonnen      |                                         |

|               | Kostüm     | Lied, Originalinterpret                     | Ergebnis      |                                         |
|               | Young MC 1 | Bust a Move – Young MC                      | –             |                                         |
|               |            |                                             |               | Indiz                                   |
| 1             | Doll       | Don’t You (Forget About Me) – Simple Minds  | Gewonnen      | Zettel mit Aufschrift ghostwriter       |
| 2             | Scorpio    | Girls Just Want to Have Fun – Robert Hazard | Gewonnen      | Sprinkler-Tanz                          |
| 3             | Moose      | The Power of Love – Huey Lewis & the News   | Ausgeschieden | Zettel mit Aufschrift acceptance speech |
| Battle Royale |            |                                             |               |                                         |
| 4             | Scorpio    | Hungry Like the Wolf – Duran Duran          | Ausgeschieden |                                         |
| 5             | Doll       | Hungry Like the Wolf – Duran Duran          | Gewonnen      |                                         |

|               | Kostüm    | Lied, Originalinterpret                                    | Ergebnis      | Indizien-Gegenstand |
| ------------- | --------- | ---------------------------------------------------------- | ------------- | ------------------- |
| 1             | Doll      | Jailhouse Rock – Elvis Presley                             | Ausgeschieden | Gitarrenkoffer      |
| 2             | Dandelion | Over the Rainbow – Judy Garland                            | Gewonnen      | Rubin-Schuhe        |
| 3             | Mantis    | Old Time Rock & Roll – Bob Seger                           | Gewonnen      | Sonnenbrille        |
| Battle Royale |           |                                                            |               |                     |
| 4             | Dandelion | (I’ve Got) a Golden Ticket – Peter Ostrum & Jack Albertson | Gewonnen      |                     |
| 5             | Mantis    | (I’ve Got) a Golden Ticket – Peter Ostrum & Jack Albertson | Glocke        |                     |

|               | Kostüm    | Lied, Originalinterpret | Ergebnis      | Indizien-Gegenstand              |
| ------------- | --------- | ----------------------- | ------------- | -------------------------------- |
| 1             | Dandelion | Starlight – Muse        | Ausgeschieden | Schild mit Aufschrift space star |
| 2             | Lamp      | Venus – Shocking Blue   | Gewonnen      | Space Shuttle                    |
| 3             | UFO       | Yellow – Coldplay       | Gewonnen      | Astronautenhelm                  |
| Battle Royale |           |                         |               |                                  |
| 4             | Lamp      | Rocket Man – Elton John | Ausgeschieden |                                  |
| 5             | UFO       | Rocket Man – Elton John | Gewonnen      |                                  |

|   | Kostüm          | Lied, Originalinterpret                   |
| - | --------------- | ----------------------------------------- |
| 1 | California Roll | Total Eclipse of the Heart – Bonnie Tyler |
| 2 | Macaw           | Photograph – Ed Sheeran                   |
| 3 | UFO             | Stargazing – Kygo feat. Justin Jesso      |

|               | Kostüm   | Lied, Originalinterpret                         | Ergebnis      | Indizien-Gegenstand         |
| ------------- | -------- | ----------------------------------------------- | ------------- | --------------------------- |
| 1             | Medusa   | Mercy – Shawn Mendes                            | Gewonnen      | Schild mit Aufschrift ALIAS |
| 2             | Gargoyle | DJ Got Us Fallin’ in Love – Usher feat. Pitbull | Gewonnen      | Münze mit Jeong-Konterfei   |
| 3             | Mantis   | You Really Got Me – The Kinks                   | Ausgeschieden | Schwert                     |
| Battle Royale |          |                                                 |               |                             |
| 4             | Gargoyle | Centuries – Fall Out Boy                        | Ausgeschieden |                             |
| 5             | Medusa   | Centuries – Fall Out Boy                        | Gewonnen      |                             |

|   | Kostüm          | Lied, Originalinterpret                | Ergebnis      | Indizien-Wort    |
| - | --------------- | -------------------------------------- | ------------- | ---------------- |
| 1 | Macaw           | Your Song – Elton John                 | Gewonnen      | leader           |
| 2 | California Roll | Creep – Radiohead                      | Gewonnen      | White House      |
| 3 | UFO             | Tears Dry on Their Own – Amy Winehouse | Ausgeschieden | Red, white, blue |
| 4 | Medusa          | Someone like You – Adele               | Gewonnen      | Mom              |

|               | Kostüm          | Lied, Originalinterpret                  | Ergebnis      |
| ------------- | --------------- | ---------------------------------------- | ------------- |
| 1             | California Roll | Breakaway – Kelly Clarkson               | —             |
| 2             | Medusa          | Take Me to Church – Hozier               | —             |
| 3             | Macaw           | What Makes You Beautiful – One Direction | —             |
| Battle Royale |                 |                                          |               |
| 4             | California Roll | Runaway Baby – Bruno Mars                | Ausgeschieden |
| 5             | Medusa          | Runaway Baby – Bruno Mars                | Gewonnen      |
| 6             | Macaw           | Runaway Baby – Bruno Mars                | Gewonnen      |

|                   | Kostüm | Lied, Originalinterpret                           | Ergebnis      |
| ----------------- | ------ | ------------------------------------------------- | ------------- |
| 1                 | Macaw  | Hold Back the River – James Bay                   | —             |
| 2                 | Medusa | Elastic Heart – Sia feat. The Weeknd & Diplo      | —             |
| Zweiter Durchgang |        |                                                   |               |
| 3                 | Macaw  | All by Myself – Eric Carmen                       | Zweiter Platz |
| 4                 | Medusa | Welcome to the Black Parade – My Chemical Romance | Gewinnerin    |

## Einschaltquoten
| Folge | Datum         | Live      | Live                | Quelle |
| Folge | Datum         | Zuschauer | Rating/Share(18–49) | Quelle |
| ----- | ------------- | --------- | ------------------- | ------ |
| 1     | 15. Feb. 2023 | 3,71 Mio. | 0,6/6               | [ 51 ] |
| 2     | 22. Feb. 2023 | 3,83 Mio. | 0,6/6               | [ 52 ] |
| 3     | 1. Mär. 2023  | 3,68 Mio. | 0,6/5               | [ 53 ] |
| 4     | 8. Mär. 2023  | 4,02 Mio. | 0,7/6               | [ 54 ] |
| 5     | 15. Mär. 2023 | 4,01 Mio. | 0,7/6               | [ 55 ] |
| 6     | 22. Mär. 2023 | 3,68 Mio. | 0,5/5               | [ 56 ] |
| 7     | 29. Mär. 2023 | 3,91 Mio. | 0,7/6               | [ 57 ] |
| 8     | 5. Apr. 2023  | 3,69 Mio. | 0,6/6               | [ 58 ] |
| 9     | 12. Apr. 2023 | 3,78 Mio. | 0,5/5               | [ 59 ] |
| 10    | 19. Apr. 2023 | 3,45 Mio. | 0,5/5               | [ 60 ] |
| 11    | 26. Apr. 2023 | 3,40 Mio. | 0,5/5               | [ 61 ] |
| 12    | 3. Mai 2023   | 3,41 Mio. | 0,5/5               | [ 62 ] |
| 13    | 10. Mai 2023  | 3,54 Mio. | 0,5/5               | [ 63 ] |
| 14    | 17. Mai 2023  | 3,73 Mio. | 0,6/5               | [ 64 ] |